# キム・ジェギョン
キム・ジェギョン（김재경、1988年12月24日 - ）は、韓国の歌手、女優である。

## 人物
- 同徳女子大学校衣装デザイン学科卒業。
- KARAの候補としてDSPメディアに所属した。2009年11月12日、RAINBOWのリーダーとしてデビューした。
- 2010年、バラエティテレビ番組『HoneyJar』のキャストメンバーになる。同年に、スクールバラエティショー『100点満点中100点』のキャストメンバーにもなった。
- 2016年11月12日、RAINBOWは解散。同年12月、ナムアクターズと専属契約し、女優としてデビュー。
- 2018年、MBC演技大賞最優秀助演女優賞を受賞。

## ドラマ
- 高潔な君（2015年、NaverTV）
- バッドパパ（2018年）- チャ・ジウ役
- 初対面だけど愛してます（2019年）- ベロニカ・パク役
- 悪魔判事（2021年）- オ・ジンジュ役
- アゲイン・マイ・ライフ（2022年）-キム・ハンミ役

## 映画
- 最初の恋、最後の恋人（2020年）